# Le armi della vendetta
Le armi della vendetta è un film del 1964 diretto da Bernard Borderie.
Si tratta del sequel de Il guascone (Le Chevalier de Pardaillan, 1962) sempre di Borderie, ed è ispirato a Fausta vaincue (1908), quarta parte della saga letteraria di cappa e spada di Michel Zevaco, dal titolo Los Pardaillan (pubblicata anche in Italia dalla casa editrice Bietti negli anni '20 e '30). Il film è stato distribuito in Italia il 29 febbraio 1964 e in Francia l'8 aprile 1964.

## Trama
Il cavaliere di Pardaillan viene incaricato dal re Enrico III, assediato a Chartres dalle truppe del duca di Guisa, di andare a cercare l'aiuto delle truppe di Enrico di Béarn. Deve pertanto attraversare le linee nemiche. Gli viene dato Maurevert come guida mentre il duca d'Angouleme lo accompagna.
Pardaillan dovrà contrastare le perfidia del Duca di Guisa che metterà sulla sua strada le sue pericolose spie. Maurevert risulterà essere un agente del Duca di Guise come del resto la bella e seducente Bianca Farnese, che non lascia impassibile Pardaillan. Ma grazie al suo coraggio e al fascino che esercita sulle donne, Pardaillan riuscirà a portare a termine la missione.